# Denzel Dumfries
Denzel Justus Morris Dumfries (ur. 18 kwietnia 1996 w Rotterdamie) – holendersko-arubański piłkarz, występujący na pozycji obrońcy we włoskim klubie Inter Mediolan oraz w reprezentacji Holandii. Uczestnik Mistrzostw Świata 2022 oraz Mistrzostw Europy 2020 i 2024. 

## Kariera klubowa
Jest wychowankiem Sparty Rotterdam. W czasach juniorskich trenował także w VV Smitshoek i BVV Barendrecht. W latach 2015–2017 był piłkarzem seniorskiego zespołu Sparty. W Eredivisie zadebiutował 7 sierpnia 2016 w przegranym 1:3 meczu z AFC Ajax. 25 lipca 2017 został piłkarzem sc Heerenveen. W barwach tego klubu rozegrał 33 mecze ligowe. 1 lipca 2018 odszedł za 5,5 miliona euro do PSV Eindhoven, ówczesnego mistrza kraju, który podpisał z nim czteroletni kontrakt. W barwach PSV zadebiutował 4 sierpnia 2018 w meczu o Superpuchar Holandii przeciwko Feyenoordowi, który wygrał starcie 6:5 w serii rzutów karnych. 7 dni później strzelił premierowego gola w swoim pierwszym meczu w lidze z Utrechtem (4:0).
14 sierpnia 2021 został zawodnikiem Interu Mediolan, z którym podpisał czteroletni kontrakt. W barwach włoskiego klubu zadebiutował 21 sierpnia, rozgrywając mecz z Genoą (4:0). 15 września rozegrał pierwszy mecz w Lidze Mistrzów UEFA jako zawodnik Interu, występując w przegranym 1:0 starciu z Realem Madryt. 4 grudnia strzelił swoją pierwszą bramkę w barwach nowego klubu, trafiając w meczu z Romą (3:0).

## Kariera reprezentacyjna
W 2014 roku rozegrał dwa spotkania w reprezentacji Aruby. 13 października 2018 zadebiutował natomiast w reprezentacji Holandii w wygranym 3:0 meczu z Niemcami. Było to możliwe, ponieważ mecze w barwach Aruby nie były spotkaniami w oficjalnych rozgrywkach, a jedynie meczami towarzyskimi. Swoją pierwszą bramkę dla holenderskiej drużyny narodowej strzelił w meczu Mistrzostw Europy 2020 przeciwko Ukrainie, zapewniając swojemu zespołowi zwycięstwo 3:2.

## Sukcesy

### Sparta Rotterdam
- Mistrzostwo Eerste divisie: 2015/2016

### Inter Mediolan
- Mistrzostwo Włoch: 2023/2024
- Puchar Włoch: 2021/2022, 2022/2023
- Superpuchar Włoch: 2021, 2022, 2023

### Wyróżnienia
- Drużyna sezonu Eredivisie: 2018/2019[13]